# Volejbal na Letních olympijských hrách 1980 – ženy
Turnaj se odehrál v rámci XXII. olympijských her ve dnech 20. července – 1. srpna 1980 v Moskvě.
Turnaje se zúčastnilo 8 družstev, rozdělených do dvou čtyřčlenných skupin. První dvě postoupila do play off, týmy na třetím a čtvrtém místě hrály o 5. resp. 7. místo. Olympijským vítězem se stalo družstvo Sovětského svazu.

## Medailisté
| Zlato   | Sovětský svaz (URS)                  |
| Stříbro | Německá demokratická republika (GDR) |
| Bronz   | Bulharsko (BUL)                      |

## Skupina A
|    |      | URS | GDR | CUB | PER | V | P | Skóre | B |
| 1. | SSSR | *** | 3:1 | 3:0 | 3:1 | 3 | 0 | 9:2   | 6 |
| 2. | NDR  | 1:3 | *** | 3:1 | 3:2 | 2 | 1 | 7:6   | 5 |
| 3. | Kuba | 0:3 | 1:3 | *** | 3:0 | 1 | 2 | 4:6   | 4 |
| 4. | Peru | 1:3 | 2:3 | 0:3 | *** | 0 | 3 | 3:9   | 3 |

 NDR –  Kuba 3:1 (15:11, 15:13, 10:15, 15:4)
21. července 1980 (19:30) – Moskva
 SSSR –  Peru 3:1 (15:2, 7:15, 15:4, 15:9)
21. července 1980 (19:30) – Moskva
 Kuba –  Peru 3:0 (15:6, 15:5, 15:6)
23. července 1980 (19:30) – Moskva
 SSSR –  NDR 3:1 (15:5, 10:15, 16:14, 15:6)
23. července 1980 (19:30) – Moskva
 NDR –  Peru 3:2 (15:10, 15:17, 11:15, 15:10, 15:9)
25. července 1980 (19:30) – Moskva
 SSSR –  Kuba 3:0 (15:6, 15:13, 15:10)
25. července 1980 (19:30) – Moskva

## Skupina B
|    |           | BUL | HUN | ROM | BRA | V | P | Skóre | B |
| 1. | Bulharsko | *** | 1:3 | 3:1 | 3:0 | 2 | 1 | 7:4   | 5 |
| 2. | Maďarsko  | 3:1 | *** | 2:3 | 3:2 | 2 | 1 | 8:6   | 5 |
| 3. | Rumunsko  | 1:3 | 3:2 | *** | 3:2 | 2 | 1 | 7:7   | 5 |
| 4. | Brazílie  | 0:3 | 2:3 | 2:3 | *** | 0 | 3 | 4:9   | 3 |

 Bulharsko –  Rumunsko 3:1 (15:9, 7:15, 15:5, 15:4)
21. července 1980 (17:30) – Moskva
 Maďarsko –  Brazílie 3:2 (17:15, 9:15, 15:12, 6:15, 15:12)
21. července 1980 (17:30) – Moskva
 Rumunsko -  Maďarsko 3:2 (5:15, 15:3, 15:5, 10:15, 15:8)
23. července 1980 (17:30) – Moskva
 Bulharsko –  Brazílie 3:0(15:7, 15:9, 15:12)
23. července 1980 (17:30) – Moskva
 Rumunsko -  Brazílie 3:2 (10:15, 9:15, 15:6, 15:13, 15:6)
25. července 1980 (17:30) – Moskva
 Maďarsko –  Bulharsko 3:1 (8:15, 15:9, 15:7, 15:10)
25. července 1980 (17:30) – Moskva

## Semifinále
NDR –  Bulharsko 3:2 (15:10, 12:15, 15:9, 7:15, 15:6)
27. července 1980 (17:30) – Moskva
 SSSR –  Maďarsko 3:0 (15:11, 15:13, 15:2)
27. července 1980 (19:30) – Moskva

## Finále
SSSR –  NDR 3:1 (15:12, 11:15, 15:13, 15:7)
29. července 1980 (19:30) – Moskva

## O 3. místo
Bulharsko –  Maďarsko 3:2 (15:5, 13:15, 6:15, 15:4, 15:8)
29. července 1980 (17:30) – Moskva

## O 5. - 8. místo
Peru –  Rumunsko 3:0 (15:12, 15:9, 15:11)
27. července 1980 (17:30) – Moskva
 Kuba –  Brazílie 3:0 (15:2, 15:5, 15:6)
27. července 1980 (19:30) – Moskva

## O 5. místo
Kuba –  Peru 3:1 (15:9, 15:7, 12:15, 15:5)
29. července 1980 (18:00)– Moskva

## O 7. místo
Brazílie –  Rumunsko 3:0 (15:8, 15:12, 15:12)
29. července 1980 (16:00) – Moskva

## Soupisky
1.  SSSR
| - Jelena Achaminová - Jelena Andrejuková - Svetlana Badulinová - Ljudmila Černyšovová | - Ljubov Kozyrevová - Lidija Loginovová - Irina Makogonovová - Svetlana Nikišinová | - Larisa Pavlovová - Naděžda Radzevičová - Natalja Razumovová - Olga Solovová |

2.  NDR
| - Katharina Bullin - Barbara Czekalla - Brigitte Fetzer - Andrea Heim | - Ute Kostrzewa - Heike Lehmann - Christine Mummhardt - Karin Püschel | - Karla Roffeis - Martina Schmidt - Annette Schultz - Anke Westendorf |

3.  Bulharsko
| - Verka Borisova - Tsvetana Bozhurina - Rositsa Dimitrova - Tanya Dimitrova | - Maya Georgieva - Margarita Gerasimova - Tanya Gogova - Valentina Ilieva | - Rumyana Kaisheva - Anka Khristolova - Silviya Petrunova - Galina Stancheva |

## Konečné pořadí
| XXII. | Olympijské hry | Z | V | P | Skóre | B  |
| ----- | -------------- | - | - | - | ----- | -- |
| 1.    | SSSR           | 5 | 5 | 0 | 15:3  | 10 |
| 2.    | NDR            | 5 | 3 | 2 | 11:11 | 8  |
| 3.    | Bulharsko      | 5 | 3 | 2 | 12:9  | 8  |
| 4.    | Maďarsko       | 5 | 2 | 3 | 10:12 | 7  |
| 5.    | Kuba           | 5 | 3 | 2 | 10:7  | 8  |
| 6.    | Peru           | 5 | 1 | 4 | 7:12  | 6  |
| 7.    | Brazílie       | 5 | 1 | 4 | 7:12  | 7  |
| 8.    | Rumunsko       | 5 | 2 | 3 | 7:13  | 5  |